# LA Ink – Tattoos fürs Leben

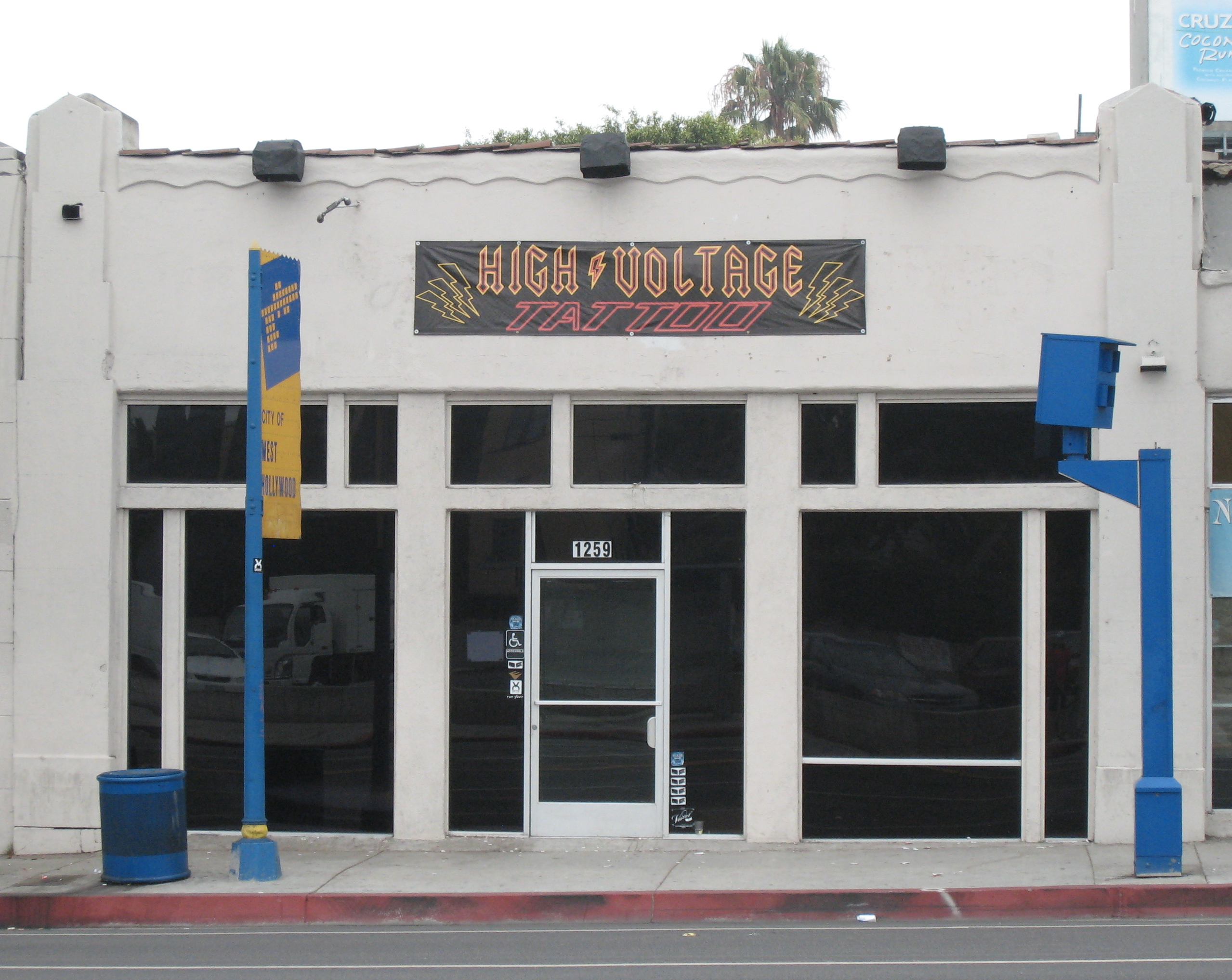
High Voltage Tattoo in West Hollywood, Kalifornien

LA Ink – Tattoos fürs Leben ist eine von TLC produzierte US-amerikanische Realityshow, die die Ereignisse im High Voltage Tattoo zeigt, ein Tattoostudio in Los Angeles, Kalifornien. Es handelt sich um einen der Ableger der Serie Miami Ink und lief auf TLC zum ersten Mal am 7. August 2007, auf DMAX war am 12. Dezember 2007 um 22:15 Uhr Premiere.
Im August 2011 gab der Sender bekannt, die Serie nicht über die vierte Staffel fortzusetzen.

## Geschichte
Das Studio gehört der Tattookünstlerin Kat Von D (Katherine von Drachenberg), die früher eine Hauptrolle in Miami Ink spielte. Nach einem Ausfall im Jahr 2007 verließ Kat die Sendung und kehrte nach Los Angeles zurück, wo sie sich entschloss, ihr eigenes Tattoostudio zu eröffnen. In den ersten beiden Staffeln hatte sie tatkräftige Unterstützung von den bekannten Tätowierern Hannah Aitchison, Kim Saigh und Corey Miller. Ihre Freundin Pixie Acia war als Shopmanager tätig, wurde aber nach der ersten Staffel entlassen. Kim und Hannah verließen die Show im Finale der zweiten Staffel, um in ihre Heimatstadt Chicago zurückzukehren.
Der Titelsong der Serie ist Dancing With Myself von Nouvelle Vague.

## Prominente Kunden
- Dominic Monaghan, Schauspieler (Der Herr der Ringe, Lost)
- Eric Balfour, Schauspieler (Six Feet Under, 24), Sänger bei Born as Ghosts; Folge 1
- Steve-O (Jackass); Folgen 2 und 5
- Jesse Metcalfe, Schauspieler (Desperate Housewives); Folge 4
- Mike V, professioneller Skateboarder; Folge 4
- Bam Margera, Jackass-Star, professioneller Skateboarder; Folge 8
- Scott Ian, Gitarrist von Anthrax; Folge 7
- Matt Skiba, Sänger und Gitarrist von Alkaline Trio; Folge 10
- Sebastian Bach, Sänger von Skid Row; Folge 12
- Margaret Cho, Schauspielerin und Comedian; Folge 13
- Eve, Hip-Hop-Sängerin und Schauspielerin; Folge 3
- Frank Iero, Gitarrist der Band My Chemical Romance; Folge 6
- Jenna Jameson, ehemalige Pornodarstellerin, Pornoproduzentin und Geschäftsfrau; Folge 10
- Ronnie Radke, ehemaliger Sänger von Escape the Fate, Sänger von Falling in Reverse; Folge 17
- Amanda Beard, US-amerikanische Schwimmerin; Folge 21
- Tim Lopez, Gitarrist der Band Plain White T’s; Folge 22
- Lemmy Kilmister, Sänger der Band Motörhead; Folge 37
- Jeffree Star, Drag-Queen, Sänger; Folge 10
- Tim Lambesis, Sänger von As I Lay Dying; Folge 26
- Ralph Saenz, Sänger von Steel Panther; Folge 25